# Thor Steinar
Thor Steinar è un marchio di abbigliamento tedesco di proprietà della Mediatex GmbH.

## Storia
Il marchio Thor Steinar venne registrato nel mese di ottobre del 2002 da Axel Kopelke. Nel 2009, la Thor Steinar venne acquisita dalla International Brands General Trading, che ha sede a Dubai.

## Controversie
Lungo la sua carriera, la Thor Steinar è stata accusata di vendere articoli ispirati all'iconografia neonazista e di estrema destra da molte parti, fra cui l'Ufficio federale per la Protezione della costituzione (Bundesamt für Verfassungsschutz) del Brandeburgo. Inoltre, indossare abiti Thor Steinar è proibito nel Landtag di Meclemburgo-Pomerania Anteriore, della Sassonia e in vari stadi di calcio tedeschi. Nel 2009, il sito di Amazon.com smise di vendere prodotti dell'azienda tedesca. Le presunte simbologie naziste del marchio spinsero il governo norvegese a presentare una denuncia all'azienda per l'uso di stemmi, bandiere e nomi norvegesi, e reso i negozi Thor Steinar bersaglio di atti vandalici in più occasioni. In seguito ai due attentati di Oslo e Utøya  da parte di Anders Breivik, la Thor Steinar fu anche costretta a modificare il nome del suo punto vendita "Brevik", collocato nell'omonima cittadina scandinava, a causa della somiglianza che esso aveva con quello dell'attentatore.

### Logo
La Thor Steinar è stata criticata per aver usato un logo raffigurante una runa tiwaz incrociata con un simbolo sowilo che, insieme, sembrerebbero formare una specie di wolfsangel, un emblema un tempo adottato dalla divisione militare 2. SS-Panzer-Division "Das Reich" oggi utilizzato dai circoli neonazisti. Sebbene i proprietari del marchio avessero negato tale interpretazione del logo, essi decisero di utilizzare anche un secondo marchio ritraente una runa gebo, un simbolo della mitologia precristiana considerato apolitico e innocuo.